# Conrado de Baviera
Conrado de Baviera (en alemán, Konrad von Bayern; Múnich, 22 de noviembre de 1883 -Hinterstein, 6 de septiembre de 1969) fue un militar bávaro de la Primera Guerra Mundial.

## Biografía
Era el cuarto y último de los hijos del matrimonio formado por el príncipe Leopoldo de Baviera y la archiduquesa Gisela de Austria, hija del emperador Francisco José I de Austria y de la duquesa Isabel en Baviera. Sus hermanos mayores eran Isabel María, Augusta y Jorge.
Tal y como era habitual en los príncipes de la época, siguió la carrera militar. Participó en la Primera Guerra Mundial como oficial en el ejército alemán.

## Matrimonio y descendencia
El 8 de enero de 1921, en el castillo de Aglié, en Italia, contrajo matrimonio con la princesa Bona Margarita de Saboya-Génova. El matrimonio tuvo dos hijos, los príncipes:
- Amalia Isabel (15 de diciembre de 1921-28 de marzo de 1985), casada con el italiano Humberto Poletti; con descendencia.
- Eugenio (16 de julio de 1925[5] -1 de enero de 1997), contrajo matrimonio con la condesa Elena de Khevenhüller-Metsch; sin descendencia.

## Títulos y órdenes

### Títulos
- Su Alteza Real el príncipe Conrado de Baviera.[6]

### Órdenes

#### Reino de Baviera
- Caballero de la Orden de San Huberto.[6]
- 1905: Gran prior honorario de la Orden Real y Militar de San Jorge.[7]

#### Extranjeras
- 1907: Caballero de la Orden del Toisón de Oro.[8] ( Imperio austrohúngaro)
- 1912: Caballero gran cruz de la Real Orden de San Esteban de Hungría.[9] (Imperio austrohúngaro)
- 1916: Caballero de primera clase de la Orden imperial de la Corona de Hierro.[10] (Imperio austrohúngaro)
- Caballero de la Orden del Águila Negra.[11][2] (

 Reino de Prusia)
- Enero de 1906: Caballero gran cruz de la Orden de Carlos III.[12] ( Reino de España)
- Caballero novicio de la Orden de Montesa.[13][14] (Reino de España)